# Висконти-Арезе-Лучини, Франческо
Франческо Бенедетто Висконти-Арезе-Лучини (итал. Francesco Benedetto Arese Lucini; 14 августа 1805, Милан — 25 мая 1881, Флоренция) — итальянский граф  Барлассина, политический и государственный деятель, сенатор.

## Биография
Представитель аристократического рода Висконти. В молодости начал политическую карьеру.
Был замешан в заговоре 1821 года. В возрасте 16 лет был приговорён к смертной казни за участие в восстании, но помилован по молодости. Бежал в изгнание в Швейцарию, где в 1826 году познакомился в Риме так же бежавшего от восстания Луи-Наполеона Бонапарта, будущего Наполеона III, с которым у него сложилась прочная дружба.
В 1832 году был добровольцем во Французском Иностранном легионе, участвовал в кампании по завоеванию Алжира. В 1836 году сопровождал Луи-Наполеона Бонапарта в Северную Америку. В 1837 году предпринял авантюрное путешествие на Дальний Запад Америки. Его путевые заметки собраны в книге «От Нью-Йорка до Дикого Запада в 1837 году».
После амнистии 1838 года вернулся в Милан. Во время Миланской революции 1848 года, сыграл политически важную роль посредника между объединяющейся Италией и Второй Французской империей. В 1848 году отправился в Пьемонт, чтобы призвать Карла Альберта Савойского на помощь повстанцам своего города. Бежав от австрийцев, укрылся в Генуе, где стал депутатом Парламента Королевства Сардиния.
С того времени пьемонтское, а впоследствии итальянское правительство давало ему секретные поручения к принцу-президенту и затем императору французов. В 1854 году он был возведён в звание сенатора.  В 1861 году служил послом во Франции и добился официального признания Наполеоном нового Итальянского королевства. В 1866 году, благодаря своим личным отношениям с императором, добился одобрения Францией прусско-итальянского союза.